# Do Outro Lado da Moeda
Do Outro Lado da Moeda é o segundo álbum de estúdio do cantor e compositor  brasileiro Gusttavo Lima, lançado em 24 de fevereiro de 2014 pela Som Livre. Mais romântico, Gusttavo Lima apostou em um sertanejo "mais sério" - tanto no visual quanto no repertório. Entre as músicas inéditas do trabalho, estão "Diz Pra Mim", "Fui Fiel", "10 Anos" e "Do Outro Lado da Moeda", que dá nome ao disco e conta com a participação especial da dupla Zezé Di Camargo & Luciano. Porém, não deixou de lado os hits mais animados, como "Tô Solto na Night" e "Só Tem Eu", que também fizeram sucesso nas rádios e baladas sertanejas. O álbum foi produzido por Daniel Silveira, com ajuda de Zezé Di Camargo.

## Faixas
| N.º            | Título                                                     | Compositor(es)                                               | Duração |  |
| 1.             | "É Ela Que Eu Amo"                                         | Gusttavo Lima / Paula Mattos / Marcos Léo                    | 3:38    |  |
| 2.             | "Céu de Carbono" (part. Filipe Duran)                      | Gusttavo Lima / Filipe Duran / Alberto Araújo                | 3:36    |  |
| 3.             | "Fui Fiel"                                                 | Fábio O'Brian / Pablo / Magno Sant'anna / Filipe Escandurras | 3:03    |  |
| 4.             | "Do Outro Lado da Moeda" (part. Zezé Di Camargo & Luciano) | Nildomar Dantas / Ivan Medeiros / Júlio Martins              | 4:02    |  |
| 5.             | "Tô Solto na Night"                                        | Diego Ferreira / Everton Matos / Alessandro Lobo             | 3:00    |  |
| 6.             | "Com Você"                                                 | Gusttavo Lima / Renato Moreno / Paula Mattos                 | 3:00    |  |
| 7.             | "Ponto G"                                                  | Nonato Neto / Nonato Costa                                   | 3:01    |  |
| 8.             | "A Cor da Esperança"                                       | Ray                                                          | 3:38    |  |
| 9.             | "Intenso"                                                  | Gusttavo Lima / César Augusto / Cláudio Noam / João Augusto  | 3:46    |  |
| 10.            | "Diz Pra Mim (Just Give Me a Reason)"                      | Pink / Jeff Bhasker / Nate Ruess (versão: Rodolpho Camilo)   | 4:02    |  |
| 11.            | "10 Anos"                                                  | Diego Ferreira / Everton Matos / Samuel Deolli               | 3:43    |  |
| 12.            | "Jejum de Amor"                                            | Fred Liel / Gustavo / Marco Aurélio / Bruno Caliman          | 2:41    |  |
| 13.            | "Só Tem Eu"                                                | Gusttavo Lima / Cleber Show / Rogério Lopes / Jonas Alves    | 3:33    |  |
| 14.            | "Garrafa Pet"                                              | Flavinho do Kadet / Fabio Garrafinha / Roberto Moreno        | 2:56    |  |
| 15.            | "Hoje Tem (Gusttavo Lima Bebê)"                            | Gusttavo Lima / Paula Mattos / Renato Moreno                 | 2:56    |  |
| Duração total: | Duração total:                                             | Duração total:                                               | 50:35   |  |

| iTunes (Faixas Bônus) |                             |         |  |
| N.º                   | Título                      | Duração |  |
| 16.                   | "Nossa Preferida Sertaneja" | 3:34    |  |
| 17.                   | "100 Maneiras"              | 3:30    |  |
| 18.                   | "O Que Foi Que Eu Fiz"      | 3:16    |  |
| 19.                   | "Fala Pra Mim"              | 3:42    |  |
| Duração total:        | Duração total:              | 64:37   |  |

## Desempenho nas tabelas musicas
| Parada musical (2014)        | Melhor posição |
| ---------------------------- | -------------- |
| Brasil (TOP 20 Semanal ABPD) | 1              |